# Mendon (Illinois)
Mendon es una villa ubicada en el condado de Adams en el estado estadounidense de Illinois. En el Censo de 2010 tenía una población de 953 habitantes y una densidad poblacional de 428,35 personas por km².

## Geografía
Mendon se encuentra ubicada en las coordenadas 40°5′22″N 91°17′9″O / 40.08944, -91.28583. Según la Oficina del Censo de los Estados Unidos, Mendon tiene una superficie total de 2.22 km², de la cual 2.22 km² corresponden a tierra firme y (0%) 0 km² es agua.

## Demografía
Según el censo de 2010, había 953 personas residiendo en Mendon. La densidad de población era de 428,35 hab./km². De los 953 habitantes, Mendon estaba compuesto por el 99.16% blancos, el 0.1% eran afroamericanos, el 0% eran amerindios, el 0.1% eran asiáticos, el 0% eran isleños del Pacífico, el 0.21% eran de otras razas y el 0.42% pertenecían a dos o más razas. Del total de la población el 0.52% eran hispanos o latinos de cualquier raza.